# Conférence épiscopale néerlandaise
La Conférence épiscopale néerlandaise (en néerlandais : Nederlandse Bisschoppenconferentie) est une conférence épiscopale de l’Église catholique qui réunit les ordinaires des Pays-Bas.
La conférence est représentée à la Commission des épiscopats de l’Union européenne (COMECE). Son président participe également au Conseil des conférences épiscopales d’Europe (CCEE), avec une petite quarantaine d’autres membres.

## Membres
La conférence est constituée des évêques titulaires (dont les archevêques et les évêques auxiliaires) des sept diocèses du pays :
- Wim Eijk, cardinal et archevêque d’Utrecht[4] ;
- Ted Hoogenboom (nl), évêque auxiliaire de l’archidiocèse d’Utrecht[5] ;
- Herman Woorts (nl), évêque auxiliaire de l’archidiocèse d’Utrecht[6] ;
- Jan Liesen, évêque de Breda[7] ;
- Jan Hendriks (nl), évêque de Haarlem-Amsterdam[8] ;
- Gerard de Korte, évêque de Bois-le-Duc[9] ;
- Rob Mutsaerts (nl), évêque auxiliaire de Bois-le-Duc[10] ;
- Hendrikus Smeets, évêque de Ruremonde[11] ;
- Everard de Jong (nl), évêque auxiliaire de Ruremonde[12] ;
- Hans van den Hende, évêque de Rotterdam[13] ;
- Johannes Gerardus Maria van Burgsteden, évêque auxiliaire émérite de Haarlem-Amsterdam[14] ;
- Ron van den Hout, évêque de Groningue-Leeuwarden[15].

## Sanctuaires
La conférence n’a pas, en 2022, désigné de sanctuaire national.